# Ниинистё, Саули
Са́ули Вя́йнямё Ни́инистё (фин. Sauli Väinämö Niinistö [ˈsɑu̯li ˈʋæi̯næmø ˈniːnistø]; род. 24 августа 1948[…], Сало, Турку-Пори) — финский государственный и политический деятель, юрист. Президент Финляндии в течение двух сроков — с 1 марта 2012 года по 1 марта 2024 года (был переизбран в 2018 году).
С 1987 по 2003 годы и с 2007 по 2011 годы — депутат парламента Финляндии от правоцентристской партии «Национальная коалиция»; в 2007—2011 годах — спикер парламента Финляндии (до выборов в апреле 2011 года). До своего избрания президентом Финляндии возглавлял Финский футбольный союз в 2009—2012 годах, был председателем оргкомитета чемпионата Европы по фигурному катанию 2009 года.
В 2013 году в связи с 65-летием удостоен степени почётного доктора Университета Ювяскюля.

## Биография

### Ранняя жизнь и карьера
Родился 24 августа 1948 года в Сало. Мать — Хилкке Хелене Ниинистё (1916 — 5 декабря 2014).
В 1974 году окончил Университет Турку со степенью бакалавра права.
Работал в качестве кандидата и более десяти лет в качестве судебного юриста в Апелляционном суде Турку. За время своей карьеры юриста он также получил опыт работы в области корпоративного администрирования.
В 1977 году 29-летний Ниинистё был избран в городской совет и в городскую администрацию Сало. По результатам парламентских выборов 1987 года был впервые избран депутатом Эдускунты от партии Национальная коалиция. Был председателя Комитета по конституционным вопросам.
В 1994 году Ниинистё был избран председателем партии Национальная коалиция, сменив Пертти Салолайнена. Он занимал эту должность семь лет до 2001 года (преемник — Вилле Итяля). С 1998 по 2002 год был президентом Европейского демократического союза (EDU). Сыграл ключевую роль в слиянии EDU и Европейской народной партии (ЕНП) в 2002 году, за что был назначен вторым почётным председателем ЕНП.

### В правительстве
В первом правительстве Пааво Липпонена занимал пост министра юстиции в 1995—1996 годах, а позднее пост министра финансов в 1996—1999 годах.
Во втором правительстве Липпонена продолжал занимать пост министра финансов (1999—2003 годы), после чего перешёл на пост заместителя управляющего Европейского инвестиционного банка и переехал в Люксембург. Отвечал за финансирование и деятельность исследований и разработок в странах Северной Европы и России, а также возглавлял Партнёрство Северного измерения. Ниинистё также был членом совета директоров и председателем Европейского банка реконструкции и развития (ЕБРР), а также членом Международного валютно-финансового комитета (МВФК) Международного валютного фонда (МВФ).

### Президентские выборы (2006)
На президентских выборах 2006 года стал кандидатом от Коалиционной партии. В первом туре он набрал 24,1 % голосов и вышел во второй тур, уступив лишь действовавшему президенту Финляндии и кандидату от СДП Тарье Халонен (набрала 46,3 %). Во втором туре голосования он проиграл выборы, но с небольшим отрывом (48,2 % у Нийнистё, 51,8 % у Халонен).

### Спикер парламента
В 2007 году вернулся в финскую политику и на парламентских выборах снова был избран депутатом Эдускунты. Он также был избран спикером парламента. Эту должность Саули Нийнистё занимал в течение всего срока работы этого созыва, до следующих выборов в апреле 2011 года. На парламентских выборах 2011 года он не баллотировался.
15 февраля 2013 года Парламент Финляндии приобрёл за 25 тысяч евро выполненный финской художницей Марьяттой Тапиола официальный портрет, который был размещён в галерее портретов спикеров Парламента.

### Президентские выборы (2012 год)
28 июня 2011 года Саули Нийнистё заявил о своём решении баллотироваться в президенты Финляндии на выборах 2012 года. В октябре 2011 года кандидатура Нийнистё была утверждена на внеочередном съезде Коалиционной партии в Хельсинки.
22 января 2012 года в первом туре президентских выборов набрал 37 % голосов и вышел во второй тур вместе с набравшим 18,8 % голосов Пеккой Хаависто, кандидатом от Зелёного союза.
По результатам второго тура голосования, который прошёл 5 февраля 2012 года, набрал 1 800 400 голосов (62,2 %) и был избран президентом Финляндии. Инаугурация состоялась 1 марта 2012 года.
Планировавшийся к показу осенью 2014 году документальный фильм Presidentintekijät режиссёра Туукка Темонена вызвал недовольство в рядах предвыборной команды президента, так как рассказывал о том, как создавался имидж кандидата в президенты Саули Ниинистё.

### Президентство
Став во главе государства, нанёс первые официальные визиты в Швецию, Эстонию и Россию, а 25 сентября 2012 года, находясь с визитом в США, выступил на сессии Генассамблеи ООН в связи с обсуждением кандидатуры Финляндии на членство в Совете безопасности ООН. Эксперты оценивают занятую президентом позицию в области внешней политики как активную.
Также президент начал новую программу по привлечению в Финляндию иностранных инвестиций.
В феврале 2013 года консилиум врачей, по итогам комплексного исследования, сделал заключение о хорошем состоянии здоровья Саули Ниинистё, позволяющем ему полноценное исполнение обязанностей президента Финляндии.
10 февраля 2013 года прибыл с официальным визитом в Москву, где встретился с президентом Российской Федерации Владимиром Путиным и Председателем Правительства Российской Федерации Дмитрием Медведевым, а во время своего официального визита в Китай 6 апреля 2013 года стал первым лидером стран Европейского союза, который встретился с новым председателем КНР Си Цзиньпином.
7 февраля 2015 года на Мюнхенской конференции по безопасности Саули Нийнистё высказался относительно политики ЕС в отношении России: «Применение санкций было правильной реакцией. В будущем их продление, в случае необходимости, будет оправданным шагом. Тем не менее, Россию не следует изолировать».
29 мая 2017 года Нийнистё заявил о намерении принять участие в президентских выборах 2018 года, при этом он намерен был баллотироваться не от партии «Национальная коалиция», как это было на выборах 2012 года, а от избирательного объединения (как независимый кандидат).
28 января 2018 года на президентских выборах был переизбран на второй срок, уже в первом туре набрав 62,7 % голосов.
В октябре 2019 года Ниинистё осудил военную кампанию Турции в контролируемых курдами районах северной Сирии. Он сказал, что два государства-члена НАТО «весьма вовлечены» в Сирию.
1 января 2020 года Ниинистё выступил по телевидению с новогодней речью, в которой затронул проблему роста риторики ненависти в финском обществе. По его мнению, спорить «можно и нужно», однако обязательным условием поддержания общественного мира, по его мнению, является уважением друг к другу, ситуацию же, при которой в процессе диалога целью сторон является не стремление найти взаимопонимание, а укрепление собственных позиций, можно рассматривать как проблему государственной безопасности.
24 февраля 2022 года президент России Путин приказал Вооружённым силам России начать вторжение в Украину. 4 марта 2022 года Ниинистё совершил однодневный визит в Вашингтон, округ Колумбия, чтобы встретиться с президентом Джо Байденом и рядом других американских политиков и сотрудников службы безопасности. Встречи были инициированы офисом Ниинистё в начале той же недели. На пресс-конференции с финскими СМИ Ниинистё сказал, что на встрече президенты обсудили вторжение России в Украину и его влияние на европейскую и финскую безопасность. Кроме того, они договорились об углублении финско-американского сотрудничества в области безопасности и двусторонних отношений.
12 мая 2022 года, через десять недель после начала вторжения, президент Ниинистё и премьер-министр Санна Марин в совместном заявлении выступили за «немедленное членство в НАТО». 29 мая 2022 года президент Турции Реджеп Тайип Эрдоган сказал Ниинистё, что «игнорирование угрожающих террористических организаций, представляющих угрозу для члена НАТО, не в духе альянса». 8 июня 2022 года Ниинистё сказал, что удивлён противодействием Турции членству Финляндии в НАТО.

### Помилования
Как президент Финляндии Ниинистё имеет право помилования отдельных уголовных приговоров и связанных с ними санкций. В 2019 и 2020 годах он никого не помиловал, а в среднем помиловал только трёх человек в год. Для сравнения, его предшественница Тарья Халонен достигла в среднем 20 помилований в год. Ниинистё объяснил, что он полностью согласен с политикой Верховного суда Финляндии, который всегда рассматривал дело в первую очередь до того, как его увидит президент. Ниинистё поддерживал отмену президентского помилования в ходе своих президентских кампаний, называя этот институт устаревшей «королевской традицией».

## Личная жизнь
В 2004 году находился со своим сыном Матиасом в таиландском Као Лаке на отдыхе. Сумел спастись во время цунами, забравшись вместе с сыном на телеграфный столб.
Владеет акциями на сумму более полумиллиона евро и на президентских выборах в Финляндии в 2012 году являлся самым состоятельным из кандидатов в президенты.
В августе 2012 года Нийнистё в интервью газете Helsingin Sanomat рассказал, что занимается русским языком, беря уроки раз в неделю; знание языка соседней страны, по его мнению, является «вопросом вежливости». В то же время он признался, что за свою жизнь «начинал изучать русский примерно столько же раз, сколько пытался бросить курить».

### Семья
Первая жена — Марья-Леэна Аланко (фин. Marja-Leena Alanko), в браке с 1974 года, погибла в ДТП в 1995 году. Сыновья — Нуутти (род. 1975), Матиас (род. 1980).
Вторая жена — Йенни Хаукио (фин. Jenni Haukio; род. 7 апреля 1977 года); писатель, поэтесса, с 2007 года работала директором по связям Коалиционной партии, 13 февраля 2012 года была назначена менеджером по программам международной книжной ярмарки в Турку. В браке с 3 января 2009 года. Сын (род. 2 февраля 2018 в столичной больнице Найстенклиникка). 7 апреля 2018 года бывший епископ диоцеза Хельсинки Ээро Хуовинен провёл таинство его крещения; ребёнок получил имя Ааро Вели Вяйнямё. Рождение ребёнка у действующего президента Финляндии произошло впервые за всю историю страны.

## Награды
- Орден князя Ярослава Мудрого I степени (23 августа 2021, Украина) — за выдающийся личный вклад в укрепление украинско-финляндского межгосударственного сотрудничества, поддержку независимости и территориальной целостности Украины[51].
- Орден Трёх звёзд I степени с цепью (9 сентября 2013, Латвия)[52].

## Сочинения
Написал две книги:
- Viiden vuoden yksinäisyys. Helsinki: Teos, 2005. ISBN 978-951-8-51040-9.
- Hiljaisten historia. Helsinki: Teos, 2007. ISBN 978-951-8-51132-1.